# Водос (платформа)
Водос — остановочный пункт на линии Волховстрой — Чудово Санкт-Петербургского отделения Октябрьской железной дороги. Станция находится в черте посёлка Водос.

## Пригородное сообщение
Через станцию по средам и выходным с остановкой по ней проходит электропоезд Волховстрой-1 — Чудово-Московское, по понедельникам, средам и пятницам — дизель-поезд ДТ1 Великий Новгород — Пестово, а по выходным Великий Новгород — Окуловка.